# Bovril (ort i Argentina)
Bovril är en ort i Argentina.   Den ligger i provinsen Entre Ríos, i den centrala delen av landet, 400 km norr om huvudstaden Buenos Aires. Bovril ligger 81 meter över havet och antalet invånare är 7 977.
Terrängen runt Bovril är mycket platt. Runt Bovril är det ganska glesbefolkat, med 21 invånare per kvadratkilometer..
Trakten runt Bovril består i huvudsak av gräsmarker.